# Rita Falke
Rita Falke (* 24. September 1919 in Hamburg; † 17. November 2008) war eine deutsche Romanistin, die in den Vereinigten Staaten von Amerika Hochschullehrerin war.

## Leben und Werk
Falke studierte in Hamburg ab 1942 Französisch und Italienisch. Nach dem Staatsexamen 1946 war sie Bibliothekarin an der Universitätsbibliothek. Sie promovierte 1955 über Persönliche Freiheit und die Utopien und war von 1956 bis 1962 Assistentin am Romanischen Seminar in Göttingen.

Im Jahr 1964 erhielt ein Angebot, in die Vereinigten Staaten zu gehen, und war von 1966 bis 1981 Full professor für Romanistik und Vergleichende Literaturwissenschaft  in Fayetteville (University of Arkansas). Dann kehrte sie nach Deutschland zurück und lebte in Lorup.

## Weitere Werke
- Versuch einer Bibliographie der Utopien. In: Romanistisches Jahrbuch. 6, 1953/54, S. 92–109.
- Die Staatsidee bei Ramon Llull. In: Estudis romànics. 5, 1955/56, S. 77–93.
- „Otra Roma en su imperio“: die Comentarios reales des Inca Garcilaso de la Vega. In: Romanistisches Jahrbuch. 7, 1955–56, S. 257–271.
- Utopie - logische Konstruktion und chimère. Ein Begriffswandel. In: Germanisch-Romanische Monatsschrift. 6, 1956, S. 76–81.
- Eldorado: le meilleur des mondes possibles. In: Studies on Voltaire and the eighteenth century. 2, 1956, S. 25–41.
- Biographisch-literarische Hintergründe von Kafkas „Urteil“. In: Germanisch-Romanische Monatsschrift. Band 41, 1960, S. 164–180.
- als Hrsg. mit Erika Höhnisch: Rudolf Geske, „Góngoras Warnrede im Zeichen der Hekate“: Ein Deutungsversuch zu den Versen 366–502 der Soledad primera. Mit einem Geleitwort von Walter Pabst. Berlin 1964 (= Biblioteca ibero-americana. Band 5).
- Die „Confessions“ Rousseaus und ihr Vorbild. In: Comparative Literature Studies. 5, 1968, S. 259–277.

## Nachweise
| Personendaten    | Personendaten       |
| ---------------- | ------------------- |
| NAME             | Falke, Rita         |
| KURZBESCHREIBUNG | deutsche Romanistin |
| GEBURTSDATUM     | 24. September 1919  |
| GEBURTSORT       | Hamburg             |
| STERBEDATUM      | 17. November 2008   |